# نهر كوماي
نهر كوماي هو نهر من مقاطعة كالمنتان الوسطى، جزيرة بورنيو، إندونيسيا. 

## الموقع
ينبع نهر كوماي من جبال سوانر ويتدفق جنوبًا 179 كيلومتر (111 ميل) إلى بحر جاوة .  يصب في خليج كوماي.  يحتوي الخليج على قاع من الطين يعطي رسوًا جيدًا على عمق 4 إلى 6 قامة (24 إلى 36 قدم؛ 7.3 إلى 11.0 م) .  النهر صالح للملاحة بالسفن بغاطس 2 متر (6 قدم 7 بوصة) حتى قرية كوماي على ضفتها اليمنى، 13 ميل (21 كـم) من مدخل الخليج ولمدة 15 ميل (24 كـم) مزيد من المنبع. يبلغ العمق في كوماي، وهو ميناء نهري صغير به محطة حكومية ورصيف هبوط في دار الجمارك، 11 متر (36 قدم) . .  يقع ميناء كوماي في منطقة
كوتاوارينغين الغربية، 30 كيلومتر (19 ميل) من العاصمة، بانغكالان بون، ويستخدم لتصدير زيت النخيل المنتج في المقاطعة. 

## البيئة
تختلف أحجام المياه خلال العام، مع أعلى كميات خلال الرياح الموسمية الشمالية الغربية. في بعض أوقات السنة يحتوي النهر على القليل من الطين نسبيًا. يُظهر النهر آثارًا لمياه مالحة تصل إلى 37 كيلومتر (23 ميل) المنبع. يمر النهر عبر غابات الأراضي المنخفضة الاستوائية لمعظم طوله. بالقرب من مصب النهر، يتواجد الغطاء النباتي بشكل رئيسي في أشجار المنغروف والنيبا . 
عانت غابة الخث المحيطة بنهر كوماي من الجفاف والحرائق في 1982-83 ومرة أخرى في 1997-1998.  تشتهر حديقة تانجونج بوتينج، التي يتكون نصفها تقريبًا من غابات مستنقعات الخث، بحوالي 4000 إنسان الغاب . يتم الوصول إليها من كوماي بواسطة زورق سريع أسفل نهر كوماي ثم عبر نهر سيكونير إلى معسكر ليكي، وهي رحلة تستغرق حوالي 1.5 ساعة.  يشكل نهر كوماي الحدود الشمالية لمنتزه تانجونج بوتينج. أبعد من ذلك، تمت إزالة غابة الخث لإفساح المجال لمزارع نخيل الزيت.